# Henri-François Thibault de la Carte de la Ferté-Sénectère
Henri-François Thibault de La Carte, marquis de La Ferté-Sénectère, seigneur de La Loupe, est un général français né le 18 février 1759 et mort à Versailles le 11 janvier 1819.

## Biographie
Descendant par sa grand-mère Françoise Charlotte de Saint-Nectaire du maréchal-duc de La Ferté-Senneterre, gendre du ministre Antoine-Jean Amelot de Chaillou et beau-père d'Anaïs Bosio[réf. nécessaire], il suivit la carrière militaire. Sous-lieutenant au régiment de Bourbon-infanterie en 1775, il passe successivement lieutenant l'année suivante, capitaine, puis mestre de camp du régiment d'Enghien et du régiment Colonel-Général.
Il sert comme lieutenant-colonel du régiment de Perche durant la guerre d'indépendance américaine. 
Passé colonel du régiment de Perche, il émigra au début de la Révolution, en septembre 1791, et à la tête de son corps d'officier, se présenta aux avant-postes de l'Armée des princes. Il fit les premières campagnes avec l'Armée des princes comme commandant de la Compagnie des officiers du régiment de Perche, avant de se rendre à Véronne, en Italie, auprès du futur Louis XVIII.
Rentré en France sous le Consulat, il vécut modestement, tous ses biens (château de La Loupe…) lui avaient été confisqués durant la Révolution, et ne s'occupa plus des affaires publiques.
Fidèle aux Bourbons, il reprit du service à la Restauration avec le grade de maréchal de camp.

## Sources
1. ↑  Commission d'histoire économique et sociale de la Révolution française, Société de l'École des chartes, Ministère de l'éducation nationale, Mémoires et documents, Volume 20, 1967

- Jean Pinasseau, L'émigration militaire - Armée royale : Composition. Ordres de bataille. Notices D à Z, 1964
- Journal des débats et des décrets, Partie 1, 1819
- Mémoires de la Société archéologique de Touraine, 1867